# Okręt desantowy

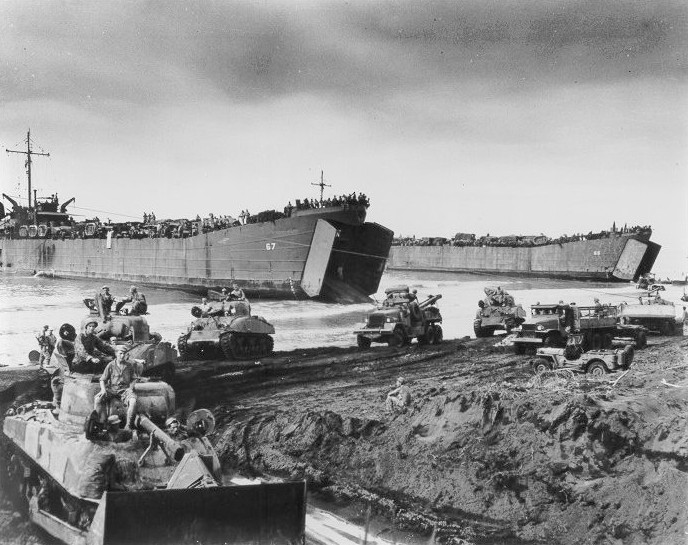
Amerykańskie okręty desantowe typu Okręty desantowe typu LST po wyładunku sprzętu bojowego, 1944. Widoczne otwarte furty dziobowe ładowni.

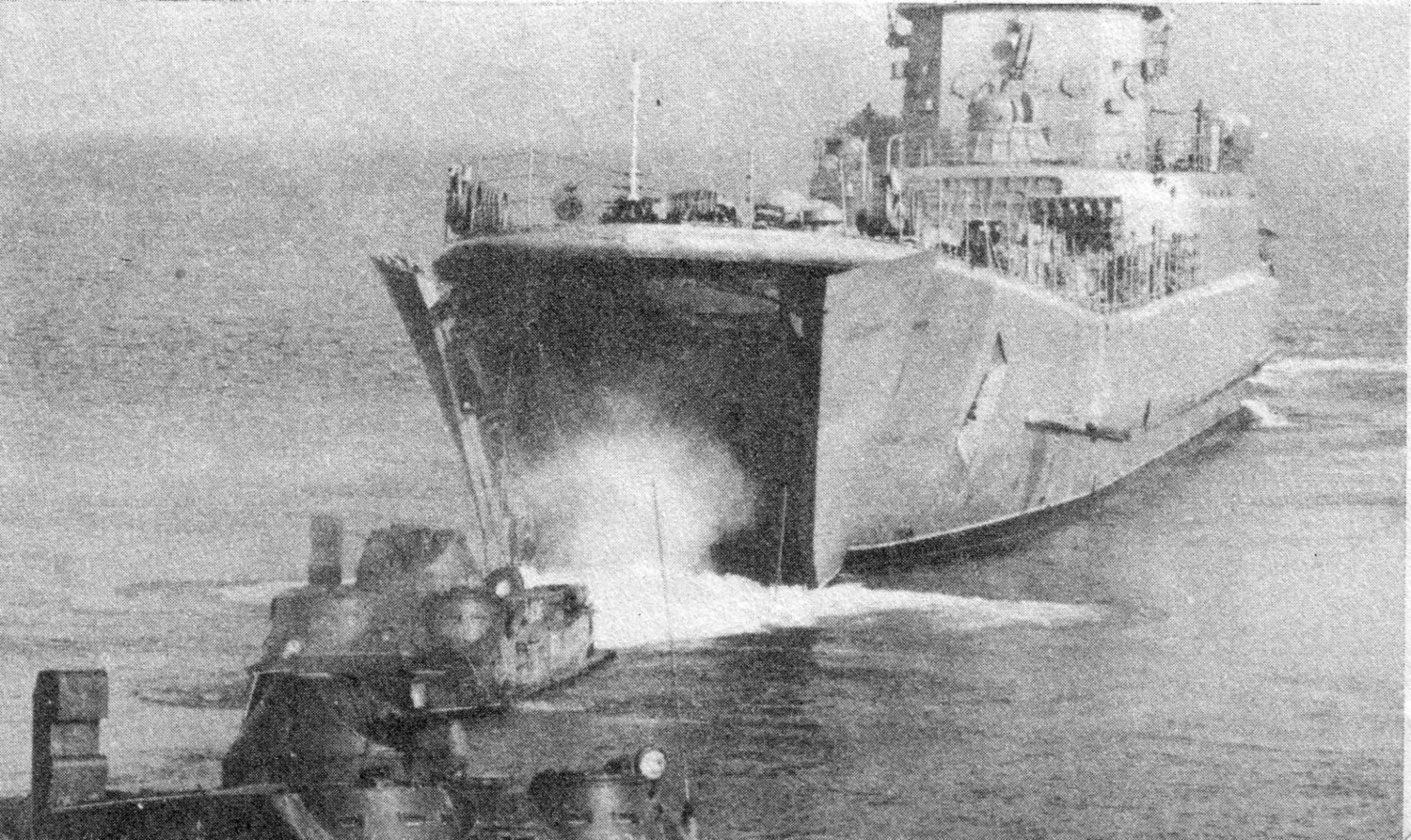
Polskie pływające transportery opancerzone TOPAS 2AP opuszczają wnętrze okrętu desantowego typu Północny

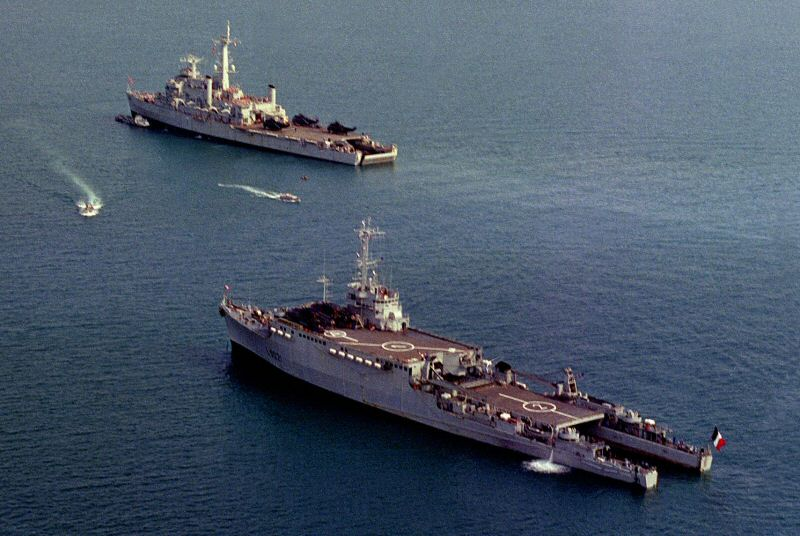
Okręty desantowe-doki z pokładem śmigłowcowym: francuski „Ouragan” w trakcie dokowania i brytyjski HMS Intrepid, 1990

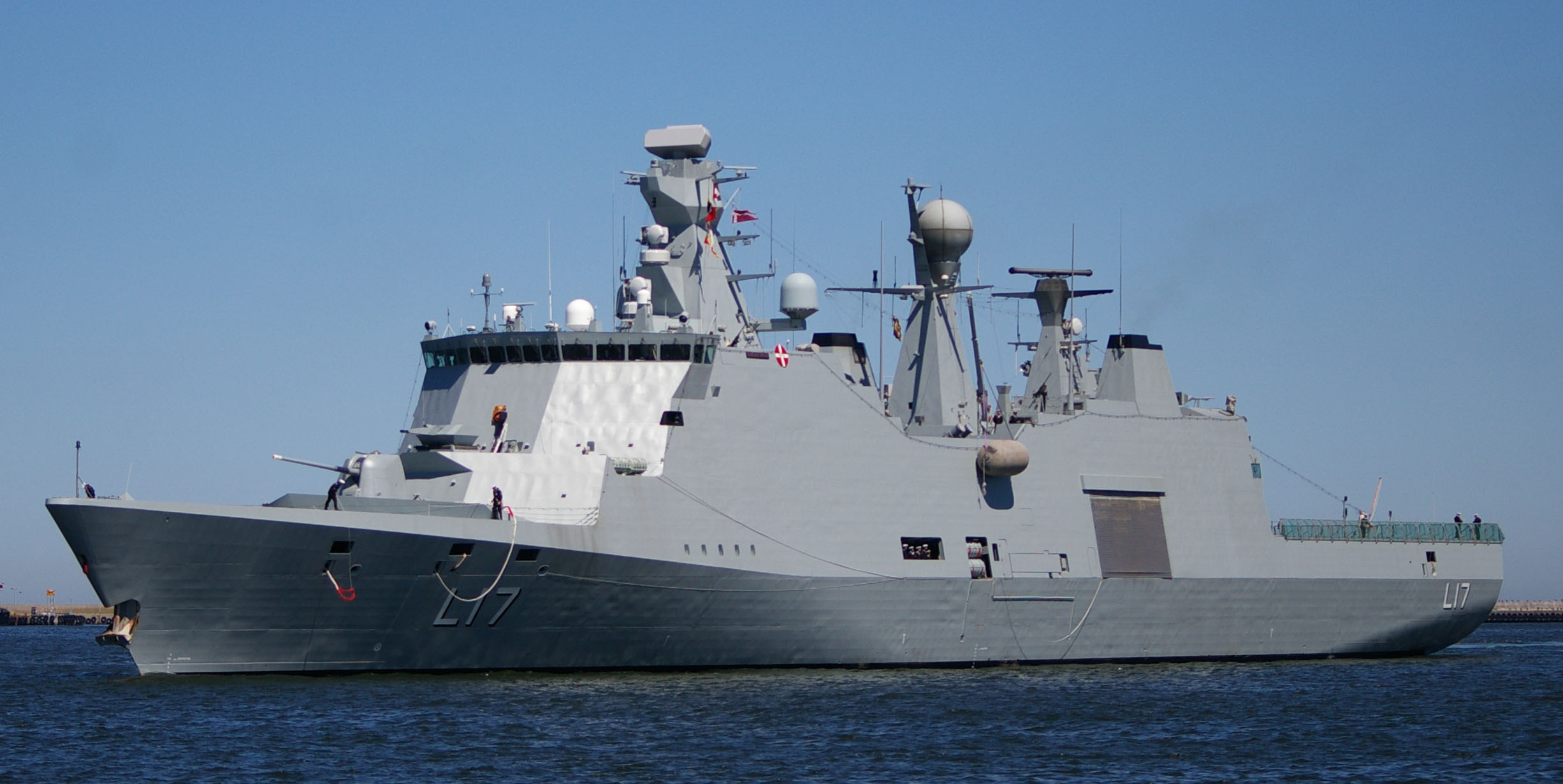
Duńskie wielozadaniowe okręty wsparcia typu Absalon w zależności od konfiguracji mogą służyć jako okręty desantowe, okręty szpitalne czy okręty dowodzenia.

Okręt desantowy (również desantowiec) – okręt, którego podstawowym przeznaczeniem jest transport żołnierzy, uzbrojenia i sprzętu wojskowego oraz wyładunek tych sił w postaci desantu na nieprzygotowanym brzegu. Konstrukcyjne przystosowanie okrętów desantowych do szybkiego wysadzenia sił na nieprzygotowanym brzegu (pozbawionym urządzeń przeładunkowych), bezpośrednio lub za pomocą przenoszonych przez okręt środków technicznych, jest główną cechą odróżniającą klasę okrętów desantowych od okrętów transportowych, służących co do zasady jedynie do transportu sił na przygotowany brzeg. Próby tworzenia specjalnych okrętów desantowych podejmowano już w latach 30., lecz impuls rozwojowi jednostek tej klasy dała dopiero II wojna światowa, kiedy to operacje desantowe wymogły masową budowę jednostek desantowych.

## Wprowadzenie
Klasa okrętów desantowych jest bardzo niejednolita i ulegająca dużym przeobrażeniom na przestrzeni lat, wspólne jest jedynie ich przeznaczenie. Należą do niej okręty o wyporności od kilkuset ton do kilkudziesięciu tysięcy ton (w Polsce jako okręty desantowe małe klasyfikowano także jednostki kilkudziesięciotonowe). Większość współczesnych okrętów desantowych ma wyporność od kilku do kilkunastu tysięcy ton. Małe okręty desantowe nazywane są też barkami desantowymi. Dalszymi zadaniami okrętów desantowych bywa transport wojsk, sprzętu i zaopatrzenia, ewakuacja rannych, czasami wsparcie ogniowe desantu w ograniczonym stopniu, obecnie także udział w operacjach humanitarnych w czasie pokoju.
Okręty desantowe można najogólniej podzielić na takie, które podchodzą do brzegu lub blisko niego w celu bezpośredniego wyładunku transportowanych sił (okręty desantowe w ścisłym znaczeniu) oraz na dokonujące wyładunku jedynie pośrednio, w pewnej odległości od brzegu, za pośrednictwem barek desantowych, kutrów desantowych, transporterów pływających, poduszkowców i śmigłowców (transportowce desantowe, okręty desantowe-doki i śmigłowcowce desantowe).

## Historia i rozwój
Zwykłe statki i okręty używane były do transportu wojska praktycznie od początku żeglugi. Potrzeba pojawienia się specjalnych jednostek do wyładowywania wojsk i materiału na nieprzygotowany brzeg pojawiła się w zasadzie w XX wieku, aczkolwiek w literaturze spotyka się informacje, że prawdopodobnie pierwsze płaskodenne łodzie zostały przystosowane specjalnie w tym celu przez Chile podczas wojny saletrzanej w 1881 roku. Rozwój okrętów desantowych bezpośrednio podchodzących do brzegu związany jest przede wszystkim z potrzebami przewożenia czołgów i innych pojazdów wojskowych. Na ogół mają one konstrukcję zbliżoną do promów – większą część długości kadłuba zajmuje ładownia dostępna dla pojazdów, z reguły odkryta, z dostępem przez furtę dziobową. Ładownia bywa też przelotowa, na całej długości okrętu, z dostępem także od rufy. Dzięki małemu zanurzeniu, okręt dopływa do brzegu, po czym sprzęt wojskowy zjeżdża na plażę lub do płytkiej wody za pomocą dziobowej rampy. Główną wadą takiego rozwiązania jest ryzyko utraty bezpośrednio podchodzącego do brzegu okrętu na skutek przeciwdziałania obrońców. Dlatego też okręty tego rodzaju o większych rozmiarach budowano po wojnie w mniejszych ilościach (głównie w krajach bloku wschodniego i Polsce), przy czym często głównym sposobem ich wykorzystania był desant czołgów pływających i pływających transporterów w pewnej odległości od brzegu. Bezpośrednie podejście do brzegu pozostawiono natomiast przede wszystkim mniejszym i tańszym okrętom (barkom) desantowym, działającym samodzielnie lub stanowiącym wyposażenie większych okrętów.
Już w latach 30. pojawiły się w USA i Japonii nieliczne eksperymentalne okręty desantowe (klasyfikowane też jako transportowce desantowe) o budowie zbliżonej do statków transportowych, które przenosiły na pokładzie i spuszczały na wodę za pomocą żurawików mniejsze kutry i barki desantowe. Okręty tego rodzaju były budowane też podczas II wojny światowej, lecz następnie zostały zastąpione przez bardziej specjalizowane konstrukcje, głównie okręty desantowe-doki.
Okręty desantowe-doki pojawiły się już podczas II wojny światowej. Posiadają one zalewaną ładownię (dok) w kadłubie, ciągnącą się przez większość jego długości, do której dostęp z reguły wiedzie przez furtę rufową. W ładowni przenoszone są barki desantowe i kutry desantowe, które wypływają z niej po zalaniu jej wodą, w pewnej odległości od brzegu.
Na początku lat 60., w związku z powszechnym wprowadzeniem śmigłowców, pojawiły się śmigłowcowce desantowe, posiadające duży pokład śmigłowcowy, z których żołnierze z lekkim sprzętem byli desantowani na ląd jedynie za pomocą śmigłowców (pierwsze specjalne okręty tego typu to amerykański typ Iwo-Jima, przebudowywano w ten sposób też starsze lotniskowce). Wyłączało to możliwość transportu cięższych pojazdów. Bywa, że funkcje desantowe mogą być wypełniane jako zadanie drugorzędne przez śmigłowcowce nie będące śmigłowcowcami desantowymi.
Również w latach 60. zaczęto budować okręty desantowe-doki z pokładem śmigłowcowym, które stały się następnie dominującą grupą okrętów desantowych budowanych w krajach zachodnich. Łączą one możliwość szybkiego desantu śmigłowcowego z możliwością desantu ciężkiego sprzętu przy pomocy barek i kutrów, a następnie także poduszkowców desantowych. Okręty te nazywane są także śmigłowcowcami desantowymi-dokami. Najdalej idącym rozwinięciem tego rodzaju okrętów są amerykańskie uniwersalne okręty desantowe (typów Tarawa i Wasp), które, dzięki dużym rozmiarom mogą służyć także jako lekkie lotniskowce dla samolotów V/STOL, zapewniających wsparcie lotnicze dla desantu.

## Uzbrojenie
Uzbrojenie w okrętach desantowych pełni rolę drugorzędną, dlatego większość jednostek tej klasy uzbrojona była i jest jedynie w kilka działek przeciwlotniczych, na większych jednostkach obecnie stosuje się wyrzutnie przeciwlotniczych pocisków rakietowych bliskiego zasięgu lub obrony bezpośredniej. Rzadko stosowane były działa średniego kalibru (do 76 mm). Głównie na okrętach radzieckich i bloku wschodniego stosowane były wyrzutnie niekierowanych pocisków rakietowych, służące do wsparcia desantu na lądzie (wiązało się to z doktryną użycia tych okrętów, podchodzących blisko do brzegu).